# Atorella octogonus
Atorella octogonus är en manetart som beskrevs av Mills, Larson och Young 1987. Atorella octogonus ingår i släktet Atorella och familjen Atorellidae. Inga underarter finns listade i Catalogue of Life.